# Мелиссовая кислота
Мелиссовая (мелиссиновая) кислота  (триаконтановая кислота) CH3(CH2)28COOH — одноосновная предельная карбоновая кислота.

## Нахождение в природе
Мелиссиновая кислота содержится в пчелином воске (до 14-15 %). Там она находится среди многочисленных эфиров длинноцепочечных жирных кислот и спиртов в свободной форме. Кроме того, кислота выделена из бобовых растений (Desmodium laxiflorum), происходящих из Юго-Восточной Азии. Выделяется также из монтанового воска. Содержится в форме глицерида в корнях одуванчика (Taráxacum officinále). Выделяется также из сахарно-тростникового воска (Saccharum officinarum L.). Выделена из зверобоя продырявленного (Hypericum perforatum).

## Свойства и использование
Мелиссиновая кислота представляет собой твердое вещество с температурой плавления 92—94 °C, она нерастворима в воде. Кислоту используют в промышленности в качестве компонента лакокрасочных материалов. Входит в состав фармакологических составов.